# Galena (Maryland)
Galena és una població dels Estats Units a l'estat de Maryland. Segons el cens del 2000 tenia 428 habitants.

## Demografia
Segons el cens del 2000, Galena tenia 428 habitants, 190 habitatges, i 121 famílies. La densitat de població era de 472,1 habitants/km².
Dels 190 habitatges en un 27,9% hi vivien nens de menys de 18 anys, en un 54,7% hi vivien parelles casades, en un 7,4% dones solteres, i en un 35,8% no eren unitats familiars. En el 33,2% dels habitatges hi vivien persones soles el 23,7% de les quals corresponia a persones de 65 anys o més que vivien soles. El nombre mitjà de persones vivint en cada habitatge era de 2,23 i el nombre mitjà de persones que vivien en cada família era de 2,85.
Per edats la població es repartia de la següent manera: un 23,6% tenia menys de 18 anys, un 1,9% entre 18 i 24, un 27,6% entre 25 i 44, un 24,5% de 45 a 60 i un 22,4% 65 anys o més.
L'edat mediana era de 43 anys. Per cada 100 dones de 18 o més anys hi havia 78,7 homes.
La renda mediana per habitatge era de 47.813 $ i la renda mediana per família de 53.068 $. Els homes tenien una renda mediana de 35.096 $ mentre que les dones 22.500 $. La renda per capita de la població era de 18.858 $. Entorn de l'1,6% de les famílies i el 4,7% de la població estaven per davall del llindar de pobresa.

## Poblacions més properes
El següent diagrama mostra les poblacions més properes.